# Don S. Davis
Pour les articles homonymes, voir Don Davis (homonymie) et Davis.
Don Sinclair Davis, généralement appelé Don S. Davis, est un acteur américano-canadien, né le 4 août 1942 à Aurora, dans le Missouri, aux (États-Unis), et mort le 29 juin 2008 à Gibsons, en Colombie-Britannique, au (Canada).
Il est particulièrement connu pour avoir joué le rôle du major Briggs dans la série télévisée Mystères à Twin Peaks, et du général George Hammond dans la série télévisée Stargate SG-1.

## Biographie

### Enfance & formation
Son enfance se passe à la campagne, dans une région de rivières et de lacs. Il passe en 1965 un baccalauréat en sciences, théâtre et art, à l'Université d'État du Missouri puis obtient un master en 1970 et achève ses études en 1982.

### Carrière
Sa carrière d'acteur démarre au cinéma en 1980, en alternance avec un métier d'enseignant à l'université Columbia (il arrête l'enseignement définitivement en 1987).
Il apparaît au cinéma notamment dans Allô maman, ici bébé ! (1989) et sa suite Allô maman, c'est encore moi (1990), après avoir servi de doublure à Dana Elcar sur le tournage de la série MacGyver avec Richard Dean Anderson (et joué dans deux épisodes) en 1987. En 1990, il décroche le rôle du major Briggs dans la série-culte de David Lynch Mystères à Twin Peaks, ce qui lui confère sa notoriété à la télévision, y faisant dès lors des apparitions récurrentes. En 1994, il interprète le père de Dana Scully dans X-Files : Aux frontières du réel, puis à partir de 1997, le rôle du major général George Hammond dans Stargate SG-1 puis Stargate Atlantis.

### Fin de vie
Malade depuis 2003, il doit ralentir la cadence des tournages de Stargate SG-1 au point de quitter la série à la fin de la saison 7. Néanmoins, il réapparaît dans plusieurs épisodes des saisons 8 à 10.

### Mort
Il meurt le 29 juin 2008 à l'âge de 65 ans d'une « crise cardiaque foudroyante » selon sa femme,, juste avant la sortie en DVD de l'épilogue de Stargate SG-1 : Stargate : Continuum. Un hommage lui a été rendu durant le dernier épisode de Stargate Atlantis, le nom de son personnage fut donné à un vaisseau terrien.

## Filmographie

### Cinéma
- 1985 : Natty Gann de Jeremy Kagan : le chef de train
- 1987 : Étroite Surveillance de John Badham : le garde à l'entrée de la prison
- 1988 : Watchers de Jon Hess : le vétérinaire
- 1989 : Au-delà des étoiles de David Saperstein : Phil Clowson
- 1989 : Allô maman, ici bébé ! d'Amy Heckerling : Dr Fleisher
- 1990 : Allô maman, c'est encore moi d'Amy Heckerling : Dr Fleisher
- 1990 : Cadence de Martin Sheen : Haig
- 1991 : Hook ou la Revanche du Capitaine Crochet de Steven Spielberg : Dr Fields
- 1992 : Une équipe hors du commun de Penny Marshall : Charlie Collins
- 1992 : Héros malgré lui de Stephen Frears : l'officier de probation
- 1993 : Le Bazaar de l'épouvante de Fraser Clarke Heston : le révérend Rose
- 1993 : Cliffhanger : Traque au sommet de Renny Harlin : Stuart
- 1994 : Les Ailes de l'enfer de Simon West
- 1996 : Alaska de Fraser Clarke Heston : le sergent Grazer
- 1996 : Le Fan (The Fan) de Tony Scott : Stook, le coach
- 2000 : À l'aube du 6e jour de Roger Spottiswoode : la cardinal de la Jolla
- 2000 : Bêtes de scène de Christopher Guest : Le juge du grand prix
- 2004 : Miracle de Gavin O'Connor : Bob Fleming
- 2008 : Stargate : Continuum de Martin Wood (vidéo) : le général George Hammond
- 2008 : Vipers de Bill Corcoran (en) : Dr Silverton
- 2008 : Far Cry Warrior d'Uwe Boll : le général Roderick
- 2009 : Les Intrus de Charles et Thomas Guard : Mr. Henson
- 2010 : Woodshop (en) de Peter Coggan : le principal Jamison

### Télévision

#### Téléfilm
- 1991 : La Malédiction 4 : L'Éveil de Jorge Montesi et Dominique Othenin-Girard : Jake Madison
- 1994 : L'Échange de John Power : Sherwin Francis
- 1996 : Coup de sang de Jonathan Kaplan : Roy Church
- 1997 : Complot de femmes de Charles Correll : inspecteur Church
- 1999 : Atomic Train de Dick Lowry et David Jackson : le général Harlan Ford
- 2008 : La Terreur du Loch Ness de Paul Ziller : Neil Chapman
- 2008 : Vipers de Bill Corcoran (en) : Docteur Silverton
- 2009 : La Malédiction de Beaver Mills de Steven R. Monroe (en) : Sherman

#### Série télévisée
- 1987 : MacGyver : le conducteur de camion toupie (épisodes 3.10 et 3.19)
- 1987-1990 : 21 Jump Street : le principal Harris / Frank / le lieutenant Donnelly (épisodes 1.9, 2.14 et 5.14)
- 1987 : Les Aventures de Beans Baxter : l'agent Ruck (épisode 1.9)
- 1989 : La Loi de Los Angeles : Richard Bartke (épisode 4.16)
- 1989 : Booker : un garde de la prison / le juge (épisodes 1.7 et 20)
- 1989 : Unsub : Rodolski, membre du congrès (1 épisode)
- 1989 : Un flic dans la mafia : Dr Morris (épisode 2.11)
- 1990-1991 : Mystères à Twin Peaks : le major Garland Briggs (16 épisodes)
- 1991 : Côte Ouest : Vernon Howard (épisode 13.22)
- 1992 : Columbo Un seul suffira : Bertie Solkovitz (épisode 13.03)
- 1993 : Highlander : agent Palance (épisode 2.7)
- 1994 : X-Files : Aux frontières du réel : capitaine William Scully (épisodes 1.13 et 2.8)
- 1994 : Bienvenue en Alaska : Lloyd Hillegas (épisode 5.23)
- 1995 : Au-delà du réel : détective Wilson / général Callahan (épisodes 1.9 et 1.22)
- 1996 : Viper : Lloyd (épisode 2.10)
- 1996 : Poltergeist : Les Aventuriers du surnaturel : Harrold Taggart (épisode 1.19)
- 1996 : Profit : l'ancien shériff (épisodes 1.1 et 2)
- 1997 : The Sentinel : Wilton Fisker (épisode 3.19)
- 1997-2007 : Stargate SG-1 : major général George Hammond (159 épisodes)
- 1998 : Chérie, j'ai rétréci les gosses : M. Washington (épisode 1.22)
- 2002 : La Treizième Dimension (épisode 1.33)
- 2002 : En quête de justice : Thornton (épisodes 1.1 et 2)
- 2004 : Andromeda : Avineri (épisode 5.5)
- 2004 : Stargate Atlantis : général George Hammond (épisode 1.9)
- 2004 : NCIS : Enquêtes spéciales (épisode 2.10)
- 2004 : À la Maison-Blanche : Don Butler (épisode 6.20)
- 2005 : Dead Zone : sénateur Harlan Ellis (épisodes 4.8, 4.11 et 5.1)
- 2006 : Psych : Enquêteur malgré lui : M. McCallum (épisode 1.1)
- 2007 : Supernatural : Trotter (épisode 3.4)
- 2007 : Flash Gordon : Mr. Mitchell (épisodes 1.10 et 1.20)

## Voix françaises
En France
- Michel Ruhl dans : (les séries télévisées)
  - Stargate SG-1 (2e voix)
  - X-Files
  - Stargate Atlantis
  - Dead Zone
  - Enquêteur malgré lui
  - Supernatural
- Albert Augier dans : (les séries télévisées)
  - Twin Peaks (2e voix)
  - Stargate SG-1 (1re voix)
  - Poltergeist, les aventuriers du surnaturel

Et aussi
- Albert Médina dans Twin Peaks (série télévisée, 1re voix)